# Mariupol
Mariupol (tiếng Ukraina: Маріуполь) là một thành phố nằm trong tỉnh Donetsk của Ukraina. Mariupol đã bị lực lượng Nga chiếm đóng bằng vũ lực kể từ tháng 5 năm 2022. Liên bang Nga sáp nhập vùng lãnh thổ này kể từ ngày 30 tháng 9 năm 2022. Đây là một thành phố nằm trong tỉnh Donetsk của Ukraina. 
Thành phố Mariupol có diện tích 244km2, dân số theo điều tra vào năm 2001 là 492.176 người. Đây là thành phố lớn thứ 10 tại Ukraina, có cầu cảng sâu bên bờ biển Azov, nơi kết nối với Biển Đen bằng eo biển Kerch hẹp. Thành phố được đặt tên theo bà Maria Feodorovna, hoàng hậu của Hoàng đế Nga Alexander III, thành phố này nằm cách biên giới Nga khoảng 70km. Thành phố có sân bay quốc tế Mariupol, ban đầu được thành lập làm một pháo đài Cossack có tên gọi là Kalmius, Mariupol hiện là một trung tâm cho việc buôn bán ngũ cốc, luyện kim, xuất khẩu than và công nghiệp nặng của Nga, là điểm kết nối giữa các thành phố của Nga và bán đảo Crimea.
Bắt đầu từ ngày 24 tháng 2 năm 2022, một cuộc bao vây kéo dài ba tháng của lực lượng Nga đã phá hủy phần lớn thành phố, do đó nó được chính phủ Ukraine mệnh danh là "Thành phố anh hùng của Ukraine".